# Pellicola alimentare

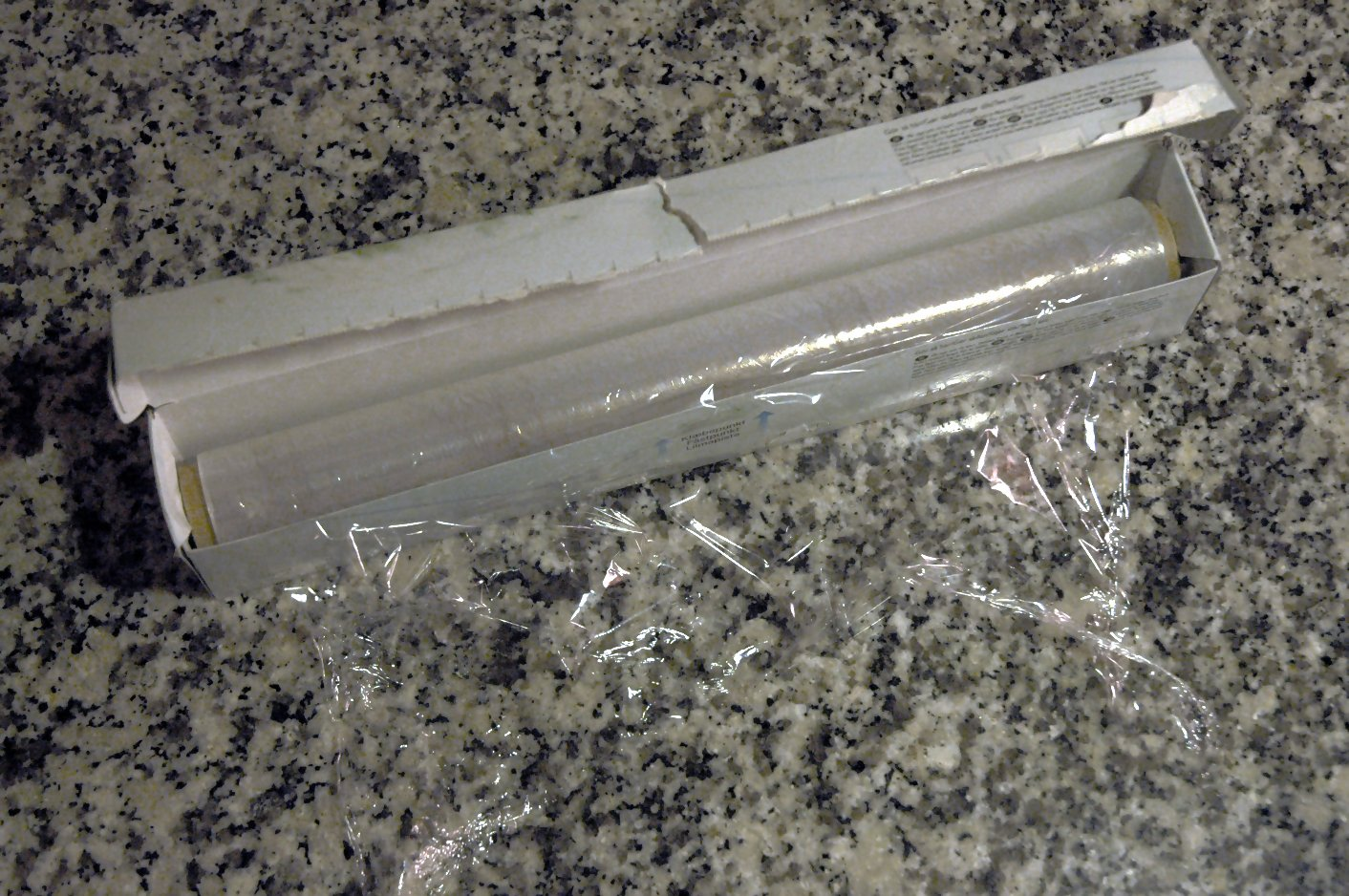
Un rotolo di pellicola alimentare

La pellicola alimentare (o anche carta velina o pellicola estensibile per il confezionamento alimentare) è uno strato sottilissimo di materiale plastico usato per avvolgere porzioni di cibo proteggendole dal contatto con l'aria e contribuendo così a conservarne nel tempo sapore, profumo e consistenza.
Molte delle pellicole alimentari oggi in commercio, presentano la data di "scadenza", entro la quale il materiale di cui sono fatte diventa potenzialmente nocivo alla salute dell'uomo.

## Storia
Le prime pellicole per alimenti vennero prodotte utilizzando il cellophane, un materiale cellulosico trasparente la cui sintesi fu scoperta all'inizio del XX secolo.
Nei decenni successivi ad esso vennero affiancati, per la produzione di pellicole alimentari, vari altri polimeri organici come il polietilene.
A partire dagli anni Trenta del Novecento si cominciò a produrre il PVC, che nella restante parte del XX secolo ebbe il predominio tra i materiali utilizzati allo scopo grazie alla sua economicità e alla facilità d'uso.
Anche a causa della riconosciuta pericolosità degli additivi usati nella produzione del film in PVC negli ultimi anni è notevolmente aumentata la quota di pellicole per alimenti prodotti con altre materie plastiche tra le quali, in particolare, il polietilene e l'EVA (etilene vinil acetato).

## Sostanze nocive
Da vari anni è noto che l'uso di alcune tipologie di pellicole plastiche può causare la contaminazione degli alimenti conservati con sostanze nocive alla salute. Sotto accusa sono in particolare gli ftalati, una classe di sostanze che viene addizionata al PVC per migliorarne la flessibilità e la modellabilità. Il rischio di contaminazione è maggiore negli alimenti che contengono una notevole quantità di lipidi, nei quali gli ftalati sono più facilmente solubili. La percentuale di ftalati che può essere contenuta nelle pellicole è stata molto limitata dalla legislazione vigente, e varie ditte commercializzano film a base di polietilene nei quali il PVC è del tutto assente.
Il Ministero dell'ambiente nel dossier "Conosci, riduci, previeni gli interferenti endocrini", creato per informare il cittadino in merito ai rischi derivanti dall’esposizione a talune sostanze chimiche presenti in oggetti di uso quotidiano, fornisce raccomandazioni specifiche per l'uso di PVC in cucina:
- Le confezioni delle pellicole (in PVC) a uso domestico riportano in etichetta indicazioni sui cibi adatti a essere avvolti. Leggi l’etichetta!

## Utilizzi

### Uso domestico culinario

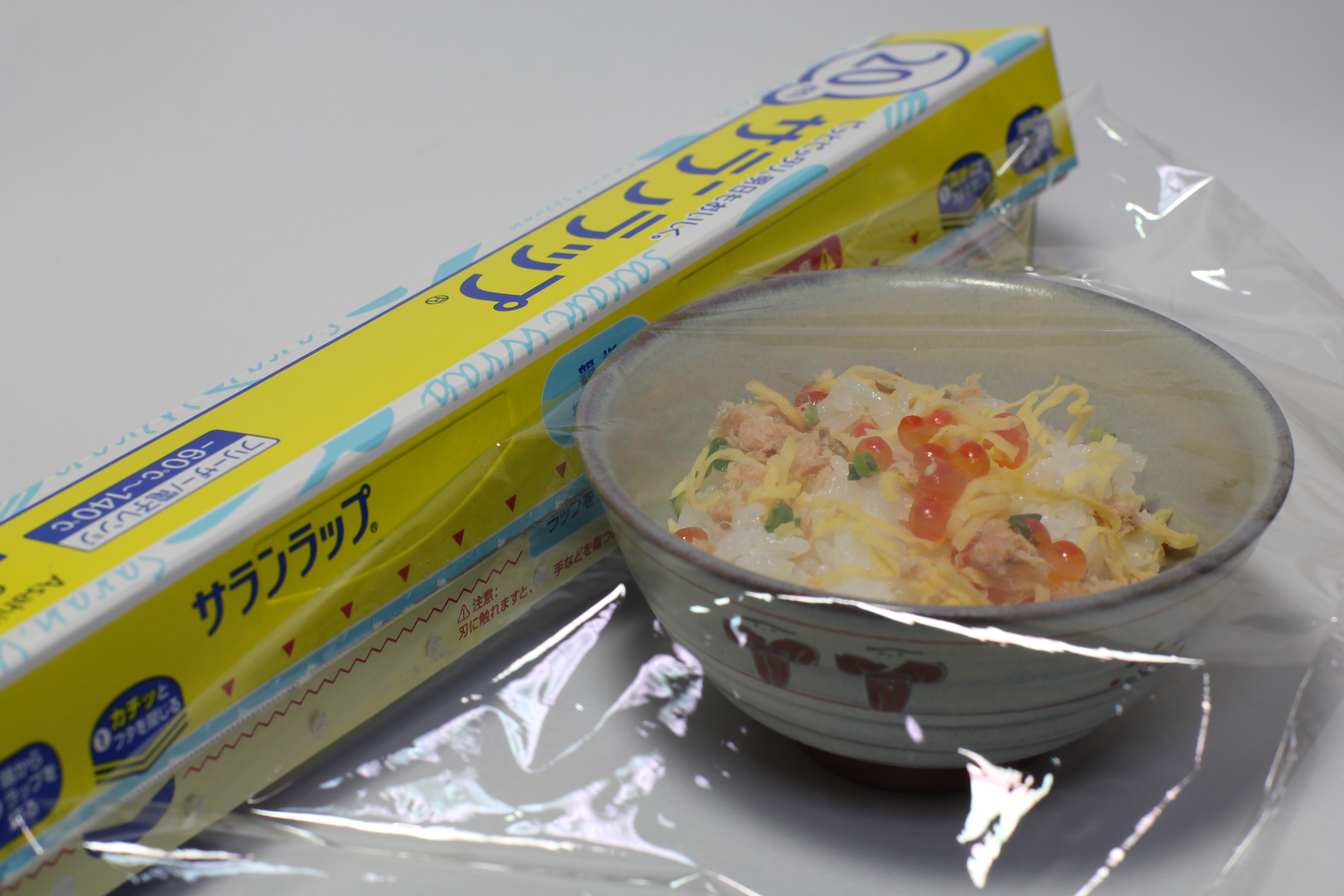
Sigillatura casalinga di una ciotola con film plastico.

In cucina la pellicola trasparente in materiale plastico si affianca ad altri tipi di materiale a rotolo ad uso domestico come la carta da forno e la pellicola di alluminio per confezionamento.
Viene utilizzata sia per avvolgere porzioni di cibo che per sigillare contenitori, eventualmente anche in vista del loro congelamento.
È buona norma evitare di coprire l'alimento quando esso sia ancora caldo anche in modo da impedire la formazione di condensa all'interno della pellicola; è inoltre del tutto sconsigliato utilizzare le pellicole nel forno a microonde.

### Altri usi

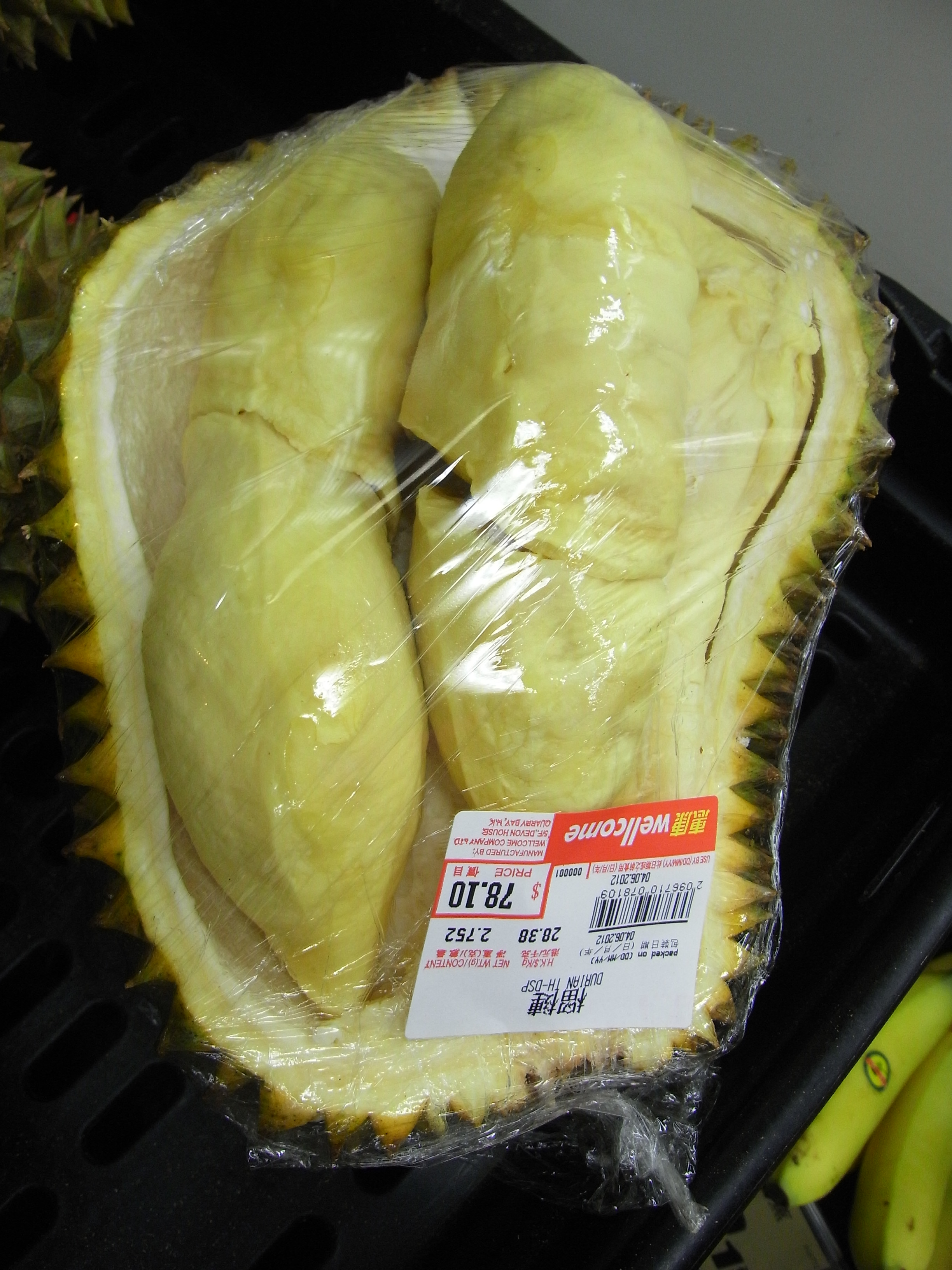
Frutto di durian confezionato in vendita a Hong Kong.

Oltre che nella conservazione domestica degli alimenti le pellicole alimentari sono massicciamente usate nel commercio e in particolare nella GDO per proteggere vari tipi di alimenti freschi destinati alla vendita quali carni, formaggi, verdure e frutta. Anche nel campo del catering e della ristorazione essa viene usata per proteggere cibi quali piatti pronti o panini.